# Железнодорожная линия Гринвейл — Ябулу
Железнодорожная линия Гринвейл — Ябулу, также известная как Гринве́йлская железнодорожная линия (англ. Greenvale railway line) находится в северном Квинсленде, Австралия. Линия была построена для перевозки никелевой руды из шахты в Гринвейле на перерабатывающий завод компании Queensland Nickel в Ябулу, примерно в 20 километрах к северу от Таунсвилла.

## История
В 1972 году началось строительство северо-западного ответвления от железнодорожной линии Северного побережья в Кобарре, к северу от Таунсвилла. Его длина составила 225 км, предельный уклон на линии Гринвейл составлял 1 к 40, а самый длинный уклон тянулся на 15 км. Для строительства линии было проложено 5 тоннелей через горный массив Херви-Рейндж. Линия была открыта для движения поездов в 1974 году. Основной задачей этой железнодорожной линии была транспортировка никеля из шахты в Гринвейле на перерабатывающий завод в Ябулу, вблизи Таунсвилла. На линии использовались локомотивы класса 2200, позже они были перенумерованы в класс 2141.  
Когда линия была действующей, по ней ходило два — три грузовых поезда с рудой в день, однако к 1989 году количество поездов с рудой сократилось до двух в день. Обычно один из этих поездов состоял из 92 вагонов класса GNB с рудой, которые тащили четыре локомотива, а другой состоял из 69 вагонов класса GN, которые тащили три локомотива. В то время это были самые большие грузовые поезда в Австралии, которые перевозили самый тяжелый груз. По этой линии также ходили поезда со крупным рогатым скотом, а раз в две недели из Гринвейла в Таунсвилл и обратно отправлялась автомотриса. За день до поездки в Таунсвилл автомотриса отправлялась порожняком в Гринвейл, и отправлялась в обратный путь в Таунсвилл с пассажирами. Этот вид пассажирского сообщения действовал до тех пор, пока линия не была закрыта. Кроме грузового, на линии было организовано пассажирское сообщение.
Линия Гринвейл—Ябулу проработала до 1992 года, когда на руднике закончилась руда. До закрытия перерабатывающего завода в 2016 году, никелевая руда доставлялась из Новой Каледонии в Таунсвилл, а оттуда по железной дороге отправлялась в Ябулу.
В 2008 году существовали планы возобновления работы части линии для обслуживания нового железорудного рудника, и горнодобывающая компания приобрела четыре локомотива класса 1100, которые когда-то работали на железной дороге Эму-Бэй, для работы на линии Гринвейл—Ябулу. Однако, мировой финансовый кризис положил конец этим планам.
Выдвигались предложения о сохранении части линии в качестве туристического маршрута, но они не получили поддержки. В середине 2000 года железнодорожные пути были демонтированы, и переиспользованы на ветке Таунсвилл — Маунт-Иза. Другие объекты инфраструктуры, такие как туннели и переходные части пути, остались. Железнодорожная насыпь использовалась для пеших прогулок, катания на горных велосипедах и полноприводных автомобилях. Ввиду того, что часть туннелей вдоль трассы со временем начали разрушаться, использование трассы подобным образом вызывало опасения, связанные с безопасностью.
В 2019 году компания Agripower Australia объявила о планах сооружения завода по производству удобрений из диатомита в Ябулу и реконструкции 220-километровой железнодорожной линии Гринвейл-Ябулу. Эти планы получили поддержку правительства штата. В 2021 году фонд инфраструктуры Северной Австралии предоставил кредит на 55 млн долларов компании Agripower Australia для проекта прокладки железной дороги для транспортировки гранулированного диатомита с её завода. Также в его рамках планировалось построить 45-километровый конвейер, соединяющий завод с карьером по добыче диатомита.

## Маршрут
| Координаты                       | Маршрутная точка                     |
| -------------------------------- | ------------------------------------ |
| 18°58′23″ ю. ш. 144°56′39″ в. д. | Рудник Гринвейл, разворотная петля   |
| 18°58′26″ ю. ш. 144°56′42″ в. д. | Железнодорожная станция Гринвейл     |
| 18°58′44″ ю. ш. 144°59′51″ в. д. | Железнодорожная станция Майнерс-Лейк |
| 19°04′49″ ю. ш. 145°11′12″ в. д. | Железнодорожная станция Пилкара      |
| 19°11′23″ ю. ш. 145°24′30″ в. д. | Железнодорожная станция Мелен        |
| 19°14′48″ ю. ш. 145°38′19″ в. д. | Граница Гринвейла / Базальта         |
| 19°14′07″ ю. ш. 145°39′26″ в. д. | Железнодорожная станция Телей        |
| 19°14′12″ ю. ш. 145°47′25″ в. д. | Граница Базальта / Палумы            |
| 19°19′11″ ю. ш. 145°58′00″ в. д. | Железнодорожная станция Гирринья     |
| 19°19′40″ ю. ш. 145°58′27″ в. д. | Граница Палумы / Дотсвуда            |
| 19°26′34″ ю. ш. 146°19′00″ в. д. | Железнодорожная станция Килботтом    |
| 19°25′59″ ю. ш. 146°22′20″ в. д. | Граница Дотсвуд / Херви-Рейндж       |
| 19°21′50″ ю. ш. 146°26′10″ в. д. | Железнодорожная станция Кедере       |
| 19°21′20″ ю. ш. 146°27′19″ в. д. | Граница Херви-Рейндж / Лайнем        |
| 19°15′47″ ю. ш. 146°33′30″ в. д. | Граница Лайнем / Блек-Ривер          |
| 19°14′15″ ю. ш. 146°35′02″ в. д. | Граница Блек-Ривер / Ябулу           |
| 19°12′36″ ю. ш. 146°35′52″ в. д. | Ябулу, перерабатывающий завод        |